# لئوناردوس ناردوس
لئوناردوس ناردوس (انگلیسی: Leonardus Nardus; ۵ مهٔ ۱۸۶۸ – ۱۲ ژوئن ۱۹۵۵) ورزشکار شطرنج اهل پادشاهی هلند بود.
وی در مسابقات کشوری و بین‌المللی در مجموع برندهٔ ۱ مدال برنز شده‌است.